# Kaliombo (Pecangaan)
Kaliombo is een bestuurslaag in het regentschap Jepara van de provincie Midden-Java, Indonesië. Kaliombo telt 2938 inwoners (volkstelling 2010).